# Вербовец (Черкасская область)
Вербове́ц (укр. Вербовець) — село в Катеринопольском районе Черкасской области Украины.
Население по переписи 2001 года составляло 707 человек. Почтовый индекс — 20516. Телефонный код — 4742.

## Местный совет
20516, Черкасская обл., Катеринопольский р-н, c. Вербовец